# Промышленная архитектура (группа)
Промышленная архитектура — новосибирская рок-группа, существовавшая в 1988—1989 годы. Была основана Дмитрием Селивановым, распалась после его смерти.

## История
Музыкальный коллектив был основан в 1988 году Дмитрием Селивановым через несколько недель после его выхода из состава группы «Гражданская оборона».
В 1988 году в студенческом клубе НЭТИ «Электрон» «Промышленная архитектура» записывает альбом «Любовь и технология», в этом же году о нём узнают организаторы московского рок-фестиваля «СыРок» и разрешают им приехать на мероприятие при условии того, что участники группы приедут за свой счёт и найдут в Москве самостоятельно место проживания. Однако на фестивале во время выступления коллектива внезапно выключили звук, и концерт был сорван.
После неудачи в Москве группа возвращается в Новосибирск и записывает выступление в ДК Железнодорожников, из записи данного концерта появился альбом «Live Architecture», практически целиком повторяющий предыдущий.
Музыкальный коллектив распался из-за самоубийства Дмитрия Селиванова в апреле 1989 года. Тем не менее, после его смерти участники «Промышленной архитектуры» создали новую группу — «Мужской танец».

## Состав
- Дмитрий Селиванов — вокал, гитара, музыка, тексты
- Олег Чеховский — бас
- Евгений Скуковский — клавишные
- Ренат Вахидов — ударные
- Игорь Иванович Щукин — драм-машина

## Дискография
- 1988 — «Любовь и технология»
- 1988 — «Live Architecture»

## Клипы
- «Дети госпиталей»

## Отзывы
Журналист Дмитрий Сосновский из Российской газеты считает, что альбом «Любовь и технология» «представляет собой не просто один из лучших образцов индустриального пост-панка в истории человечества. Эта пластинка легко заткнёт за пояс большинство британских (а также американских и немецких) классиков жанра».
Михаил Вербицкий: «Если Гражданская Оборона и Инструкция по Выживанию — суицид-рок, то Промышленная Архитектура — это пост-суицид».